# Januar 2021
Portal Geschichte | Portal Biografien | Aktuelle Ereignisse | Jahreskalender | Tagesartikel

◄ |
20. Jahrhundert |
21. Jahrhundert

◄ |
1990er |
2000er |
2010er |
2020er
| 2030er | 2040er

◄ |
2017 |
2018 |
2019 |
2020 |
2021
| 2022 | 2023 | 2024 | 2025 | ►

◄ |
Oktober 2020 |
November 2020 |
Dezember 2020 |
Januar 2021 |
Februar 2021 |
März 2021 |
April 2021 |
►
Dieser Artikel behandelt tagesbezogene Nachrichten und Ereignisse im Januar 2021.

## Tagesgeschehen

### Freitag, 1. Januar 2021
- Accra/Ghana: Die auf dem afrikanischen Freihandelsabkommen basierende afrikanische Freihandelszone wird eröffnet.
- Berlin/Deutschland: Der Mindestlohn erhöht sich um 1,6 % auf 9,50 €; die Mehrwertsteuer steigt wieder auf die regulären 19 %, der reduzierte Satz auf 7 %.
- Brüssel/Belgien: Portugal übernimmt den Vorsitz im Rat der Europäischen Union.
- Washington, D.C./Vereinigte Staaten: Mit 81 zu 13 Stimmen kippt der Kongress der Vereinigten Staaten ein Veto von US-Präsident Donald Trump gegen den National Defense Authorization Act für das Finanzjahr 2021.[1]
- Wien/Österreich: Das Neujahrskonzert der Wiener Philharmoniker wird zum sechsten Mal von Riccardo Muti geleitet. Aufgrund der COVID-19-Pandemie findet es ohne Publikum statt.[2]

### Samstag, 2. Januar 2021
- Tchioma Bangou und Zaroumbey Darey/Niger: Bei einem simultan verübten islamistischen Terrorangriff auf zwei benachbarte Dörfer im Westen des Landes, nahe der Grenze zu Mali, werden mindestens 70 Zivilisten getötet und 20 weitere verletzt. Der Anschlag ereignet sich wenige Tage nach der Parlamentswahl und dem ersten Durchgang der Präsidentschaftswahl. Er war möglicherweise eine Vergeltung für die frühere Ermordung von zwei Kämpfern durch eine von den Dorfbewohnern aufgestellte Selbstverteidigungsgruppe.[3][4]

### Sonntag, 3. Januar 2021
- Basel/Schweiz: Der Bachflohkrebs wird in der Schweiz zum Tier des Jahres erkoren.
- London/Vereinigtes Königreich: Der Waliser Gerwyn Price besiegt den Schotten Gary Anderson im Finale der PDC World Darts Championship 2021 mit 7:3 und gewinnt seinen ersten Weltmeistertitel und steigt damit auf Platz 1 der PDC-Weltrangliste auf.[5]
- Washington, D. C./Vereinigte Staaten: Die Mitglieder im 117. Kongress der Vereinigten Staaten werden vereidigt und nehmen ihre Arbeit auf. Nancy Pelosi wird erneut zur Sprecherin des Repräsentantenhauses gewählt.

### Montag, 4. Januar 2021
- Brandenburg an der Havel/Deutschland: Das neue Bundesamt für Auswärtige Angelegenheiten wird eröffnet.
- Brüssel/Belgien: Die Europäische Kommission genehmigt unter Auflagen deutsche Staatsbeihilfen in Höhe von 1,25 Mrd. Euro zur Rekapitalisierung des Reisekonzerns TUI, der durch behördlich angeordnete Reisebeschränkungen aufgrund der COVID-19-Pandemie existenzgefährdende Verluste zu verzeichnen hat.[6]
- Kuwait/Kuwait: Außenminister Ahmed Nassir al-Mohammed al-Sabah gibt bekannt, dass sich auf Vorschlag des Emirs von Kuwait Saudi-Arabien  und Katar auf die sofortige Wiederöffnung ihrer während der Katar-Krise geschlossenen Grenzen geeinigt haben.[7][8][9] Als Vermittler war auch der Chefpolitikberater von US-Präsident Donald Trump, Jared Kushner, beteiligt.[10]
- London/Vereinigtes Königreich: Das Westminster Magistrates’ Court unter Vorsitz der Richterin Vanessa Baraitser entscheidet nach Anhörung in erster Instanz, dass Wikileaks-Gründer Julian Assange nicht an die Vereinigten Staaten ausgeliefert wird. Als Begründung nennt sie die Haftbedingungen, mit denen Julian Assange zu rechnen hat, und seine psychische Gesundheit. Die USA kündigten an, in Berufung zu gehen.[11]
- Moskau/Russland: Nach einer Änderung des Arbeitsrechts ist es Frauen erstmals erlaubt, als Fahrerinnen die Moskauer U-Bahn zu steuern.[12]
- Seoul/Südkorea: Das Eisenbahnverkehrsunternehmen Korail nimmt auf der Jungang-Strecke den Hochgeschwindigkeitszug KTX-Eum in Betrieb.

### Dienstag, 5. Januar 2021
- Atlanta/Vereinigte Staaten: Bei der Außerordentlichen Wahl (Stichwahl) zum Senat der Vereinigten Staaten in Georgia gewinnt der Demokrat Raphael Warnock gegen die republikanische Amtsinhaberin, Senatorin Kelly Loeffler, mit 51 % zu 49 %. Es ist dies der erste Sieg eines Afroamerikaners bei einer landesweiten Wahl in Georgia für ein Amt auf Bundesebene. Warnock wird damit auch der erste Afroamerikaner im US-Senat für Georgia. Es ist dies auch der erste Sieg für die Demokraten bei einer US-Senatswahl in Georgia seit dem Jahr 2000. Die reguläre Stichwahl in Georgia gewinnt der Demokrat Jon Ossoff gegen den Republikaner David Perdue mit etwa 1 % Vorsprung. Ossoff wird nach der Angelobung der jüngste US-Senator. Die Demokraten übernehmen mit Angelobung der beiden Kandidaten die Kontrolle im US-Senat.

### Mittwoch, 6. Januar 2021
- Bischofshofen/Österreich: Der polnische Skispringer Kamil Stoch gewinnt zum dritten Mal die Vierschanzentournee.[13]
- Washington, D. C./Vereinigte Staaten: Der Kongress der Vereinigten Staaten beginnt im Kapitol mit der Auszählung und Bestätigung der vom Electoral College zur Wahl des neuen US-Präsidenten abgegebenen Stimmen. Die Prozedur wird einige Stunden unterbrochen, weil ein Protest-Mob von Anhängern des noch amtierenden US-Präsidenten Donald Trump gewaltsam in das Gebäude eindringt. Fünf Menschen sterben, darunter zwei Polizisten.[14]

### Donnerstag, 7. Januar 2021
- München/Deutschland: Laut der Schadensbilanz der Munich Re sind im Jahr 2020 8200 Menschen bei Naturkatastrophen umgekommen.[15]
- Wien/Österreich: Elisabeth Puchhammer-Stöckl wird vom Klub der Bildungs- und Wissenschaftsjournalisten zur österreichischen Wissenschafterin des Jahres 2020 gewählt.[16]

### Freitag, 8. Januar 2021
- Vatikanstadt: Mit Vicenzo Buonomo ernennt Papst Franziskus erstmals einen Laien zum Präsidenten der Disziplinarkommission der römischen Kurie.[17]

### Samstag, 9. Januar 2021
- Jakarta/Indonesien: Eine Boeing 737-524 der Billigfluglinie Sriwijaya Air mit 62 Personen an Bord stürzt auf Flug 182 kurz nach dem Start vom Flughafen Soekarno-Hatta nahe der Inselgruppe Seribu in die Javasee.
- Madrid/Spanien: Das Sturmtief Filomena legt Teile Spaniens lahm und fordert mindestens vier Todesopfer. Der Flughafen Madrid-Barajas stellt vorübergehend den Betrieb ein.
- Wien/Österreich: Christine Aschbacher, Bundesministerin für Arbeit, Familie und Jugend in der Bundesregierung Kurz II, erklärt nach Plagiatsvorwürfen bezüglich ihrer Diplomarbeit und Dissertation ihren Rücktritt.

### Sonntag, 10. Januar 2021
- Bischkek/Kirgisistan: Präsidentschaftswahl und Verfassungsreferendum
- Islamabad/Pakistan: Ein Defekt im Wärmekraftwerk Guddu führt in der Nacht zum Sonntag zu einem landesweiten, mehrere Stunden andauernden Stromausfall.
- Nur-Sultan/Kasachstan: Parlamentswahl
- Xicheng bei Qixia, Provinz Shandong/Volksrepublik China: Im Goldbergwerk Hushan des Unternehmens Shandong Wucailong Investment Co. Ltd. ereignet sich eine Explosion, 22 Bergleute werden unter Tage eingeschlossen.

### Montag, 11. Januar 2021
- Genf/Schweiz: Der Prozess gegen Beny Steinmetz hat begonnen.
- Paris/Frankreich: Emmanuel Macron eröffnet den vierten und zugleich ersten virtuellen One Planet Summit.

### Dienstag, 12. Januar 2021
- Kiew/Ukraine: Die moldauische Präsidentin Maia Sandu bekräftigt bei ihrem ersten Auslandbesuch mit ihrem ukrainischen Amtskollegen die Bereitschaft beider Länder zum Beitritt der Drei-Meere-Initiative sowie der Europäischen Union.[18][19]

### Mittwoch, 13. Januar 2021
- Bangui/Zentralafrikanische Republik: Die bewaffneten Streitkräfte schlagen einen Rebellenangriff von Anhängern des früheren Präsidenten François Bozizé auf die Hauptstadt Bangui zurück.[20]
- Berlin/Deutschland: Bundespräsident Frank-Walter Steinmeier hält eine Rede zum 150. Jahrestag der Gründung des Deutschen Kaiserreiches.[21]
- Kairo/Ägypten: Beginn der Handball-Weltmeisterschaft der Männer 2021 (bis 31. Januar)
- Lamezia Terme/Italien: Der Prozess gegen 350 Beschuldigte der kalabrischen Mafia ’Ndrangheta beginnt.
- Washington, D.C./Vereinigte Staaten: Eine Woche vor Ende der Amtszeit des US-Präsidenten stimmt das US-Repräsentantenhaus für ein zweites Amtsenthebungsverfahren gegen Donald Trump.[22]

### Donnerstag, 14. Januar 2021
- Kampala/Uganda: In Uganda finden Parlaments- und Präsidentschaftswahlen statt. Bei letzterer erklärt die Wahlkommission Amtsinhaber Yoweri Museveni zum Gewinner, er setzt sich mit 59 % der Stimmen durch, sein Konkurrent Bobi Wine erhält 35 % der Stimmen.[23]
- Paris/Frankreich: Eine nie veröffentlichte Originalzeichnung des Titelblatts von Der Blaue Lotos von Hergé ist für 3,2 Millionen Euro versteigert worden.

### Freitag, 15. Januar 2021
- Berlin/Deutschland: Beginn des digitalen CDU-Bundesparteitags mit Neuwahl des Bundesvorstands als erste digitale Personenwahl der deutschen Parteiengeschichte.
- Brasília/Brasilien: In mehreren Städten des Landes kam es zu Demonstrationen gegen den Präsidenten des Landes, Jair Bolsonaro. Ihm wird Versagen im Umgang mit der COVID-19-Pandemie vorgeworfen. Viele Demonstranten forderten den Rücktritt Bolsonaros.[24]
- Den Haag/Niederlande: Die niederländische Regierung unter Ministerpräsident Mark Rutte zieht die Konsequenzen aus einer Finanzaffäre und reicht ein Rücktrittsgesuch ein.[25]
- Mamuju/Indonesien: Bei einem Erdbeben in Westsulawesi kamen mindestens 73 Menschen ums Leben; mehr als 740 wurden verletzt.
- Moskau/Russland: Das russische Außenministerium teilt mit, dass Russland beginne, aus dem Vertrag über den Offenen Himmel auszusteigen.
- Weltweit: Die Wikipedia, die freie Enzyklopädie, wird 20.

### Samstag, 16. Januar 2021

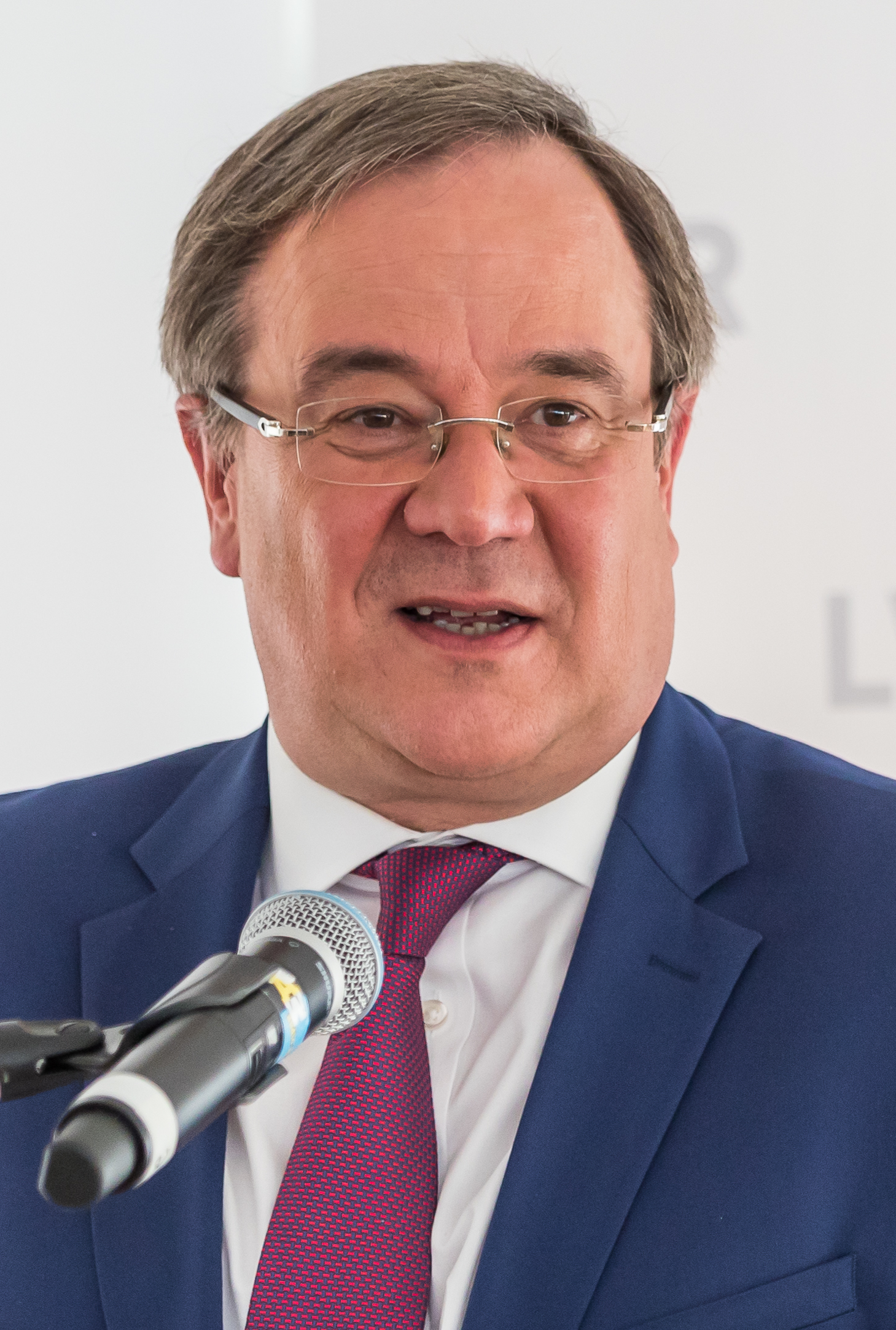
Der neue CDU-Vorsitzende Armin Laschet

- Berlin/Deutschland: Als Nachfolger von Annegret Kramp-Karrenbauer wählen die Delegierten des CDU-Parteitags Armin Laschet zum neuen Parteivorsitzenden. Er gewinnt im zweiten Wahlgang gegen Friedrich Merz, bereits im ersten Wahlgang war Norbert Röttgen ausgeschieden.[26]
- Dallas/Vereinigte Staaten: Die NRA meldete Konkurs an.[27]
- El Geneina/Sudan: Bei gewaltsamen Zusammenstößen zwischen Angehörigen verschiedener Volksgruppen kommen in der Region Darfur über 80 Personen ums Leben. Auslöser war der gewaltsame Tod eines arabischen Mannes der Volksgruppe der Masalit im Lager Krinding für Binnenvertriebene.[28]

### Sonntag, 17. Januar 2021
- Mojave/Vereinigte Staaten: Dem Raumfahrtunternehmen Virgin Orbit gelingt ein erster Satellitenstart mit der flugzeuggestützten Trägerrakete LauncherOne.

### Montag, 18. Januar 2021
- Moskau/Russland: Nach seiner Landung in Moskau wurde der Oppositionspolitiker Alexei Nawalny von den örtlichen Behörden unter Arrest gestellt. International wird die Verhaftung verurteilt und die sofortige Freilassung Nawalnys gefordert. Ein russisches Gericht hat ihn im Eilverfahren zu 30 Tagen Haft verurteilt.[29][30]
- Rom/Italien: Die italienische Abgeordnetenkammer spricht Ministerpräsident Giuseppe Conte (Kabinett Conte II) das Vertrauen aus.
- Zürich/Schweiz: Die Internationale Eishockey-Föderation entzieht Co-Gastgeber Belarus die Mitausrichtung der diesjährigen Eishockey-Weltmeisterschaften. Als offizielle Begründung werden „Sicherheitsbedenken“ angeführt.[31]

### Dienstag, 19. Januar 2021
- Berlin/Deutschland: Die Ministerpräsidenten der Länder, sowie Bundeskanzlerin Angela Merkel, treffen sich zu einem Sondergipfel, um über weitere Maßnahmen zur Eindämmung der Corona-Pandemie zu beraten.
- Cologny/Schweiz: Das Weltwirtschaftsforum veröffentlicht im Vorfeld seines Jahrestreffens den jährlichen World Risks Report.[32][33]

### Mittwoch, 20. Januar 2021

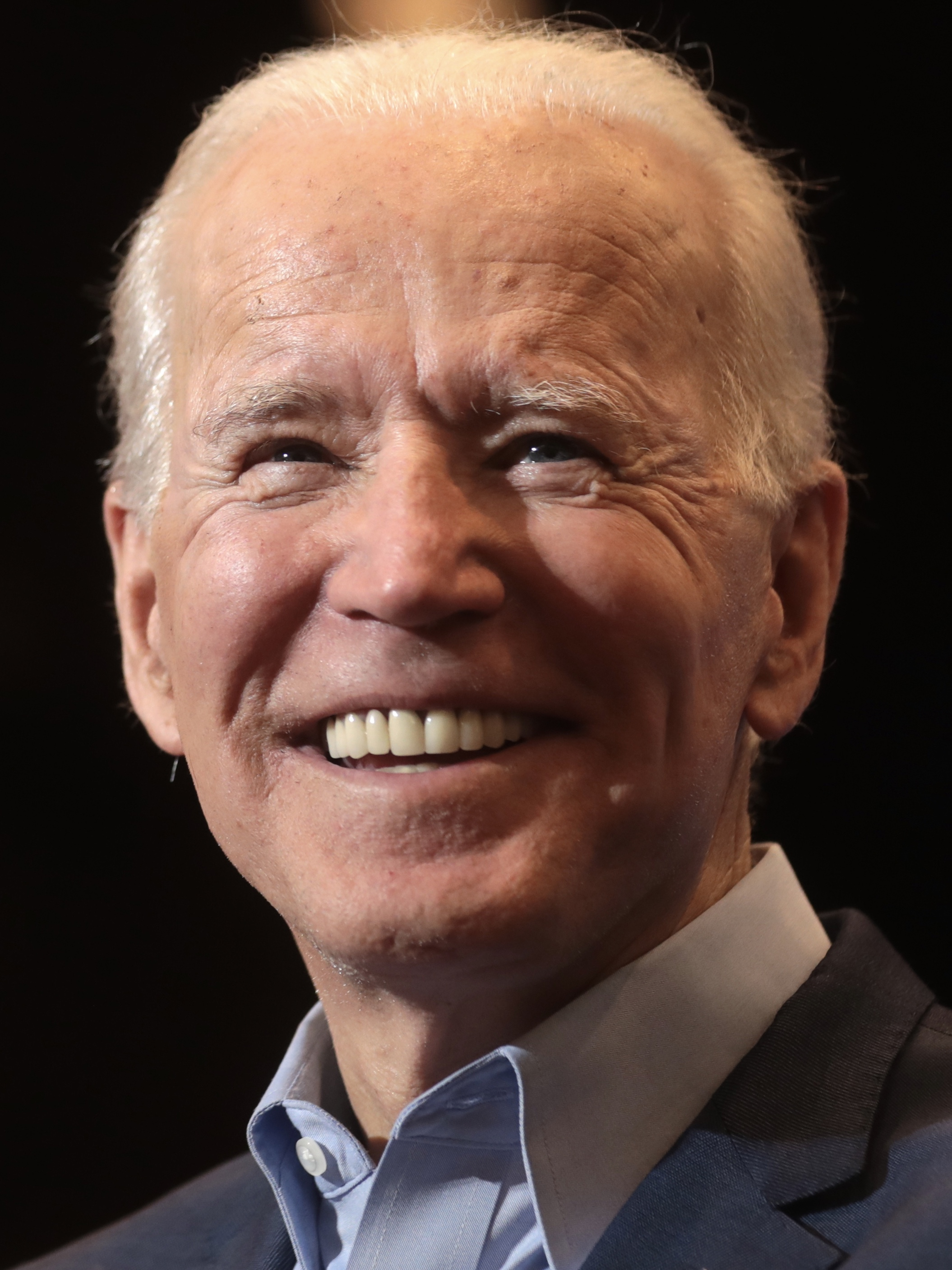
Der 46. Präsident der Vereinigten Staaten Joe Biden

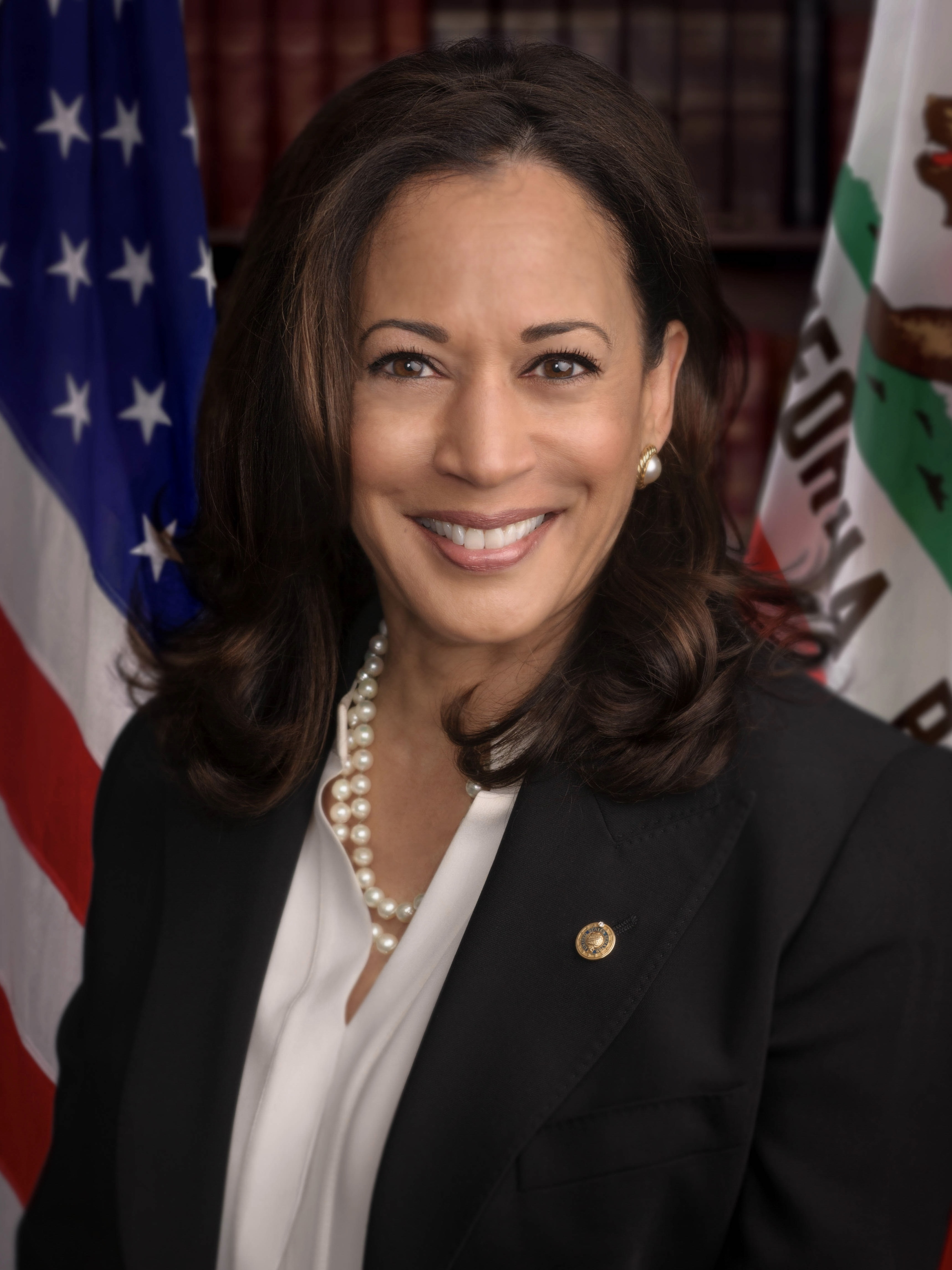
Die 49. Vize-Präsidentin der Vereinigten Staaten Kamala Harris

- Washington, D.C./ Vereinigte Staaten: Joe Biden ist offiziell als 46. Präsident der Vereinigten Staaten vereidigt worden. Kamala Harris ist offiziell als 49. Vizepräsidentin der Vereinigten Staaten vereidigt worden. Damit ist sie die erste Frau, die erste Afroamerikanerin und die erste asiatische Amerikanerin in der Geschichte der Vereinigten Staaten, die dieses Amt bekleidet.

### Donnerstag, 21. Januar 2021
- Bagdad/Irak: Durch eine Terrorattacke, bei der sich nach einer Verfolgungsjagd zwei Selbstmordattentäter auf einem belebten Markt in die Luft sprengen, kommen mindestens 28 Personen ums Leben, 73 weitere werden verletzt. Seit Juni 2019 ist dies der erste Terroranschlag in der irakischen Hauptstadt (vgl. Liste von Sprengstoffanschlägen).[34]
- Salzburg/Österreich: Beginn der Mozartwoche[35]

### Freitag, 22. Januar 2021
- Der Atomwaffenverbotsvertrag tritt in Kraft.

### Samstag, 23. Januar 2021
- Moskau/Russland: Nach der Festnahme von Alexei Nawalny gab es in Russland landesweite Proteste mit zahlreichen Festnahmen.

### Sonntag, 24. Januar 2021
- Cape Canaveral/Vereinigte Staaten: Das Unternehmen SpaceX bringt mit einer Falcon-9-Rakete 143 Satelliten ins All und stellt damit einen neuen Rekord auf.
- Lissabon/Portugal: Bei der Präsidentschaftswahl in Portugal ist Amtsinhaber Marcelo Rebelo de Sousa für eine zweite Amtszeit wiedergewählt worden.

### Montag, 25. Januar 2021
- Beginn der Davos Agenda des Weltwirtschaftsforums (bis 29. Januar)

### Dienstag, 26. Januar 2021

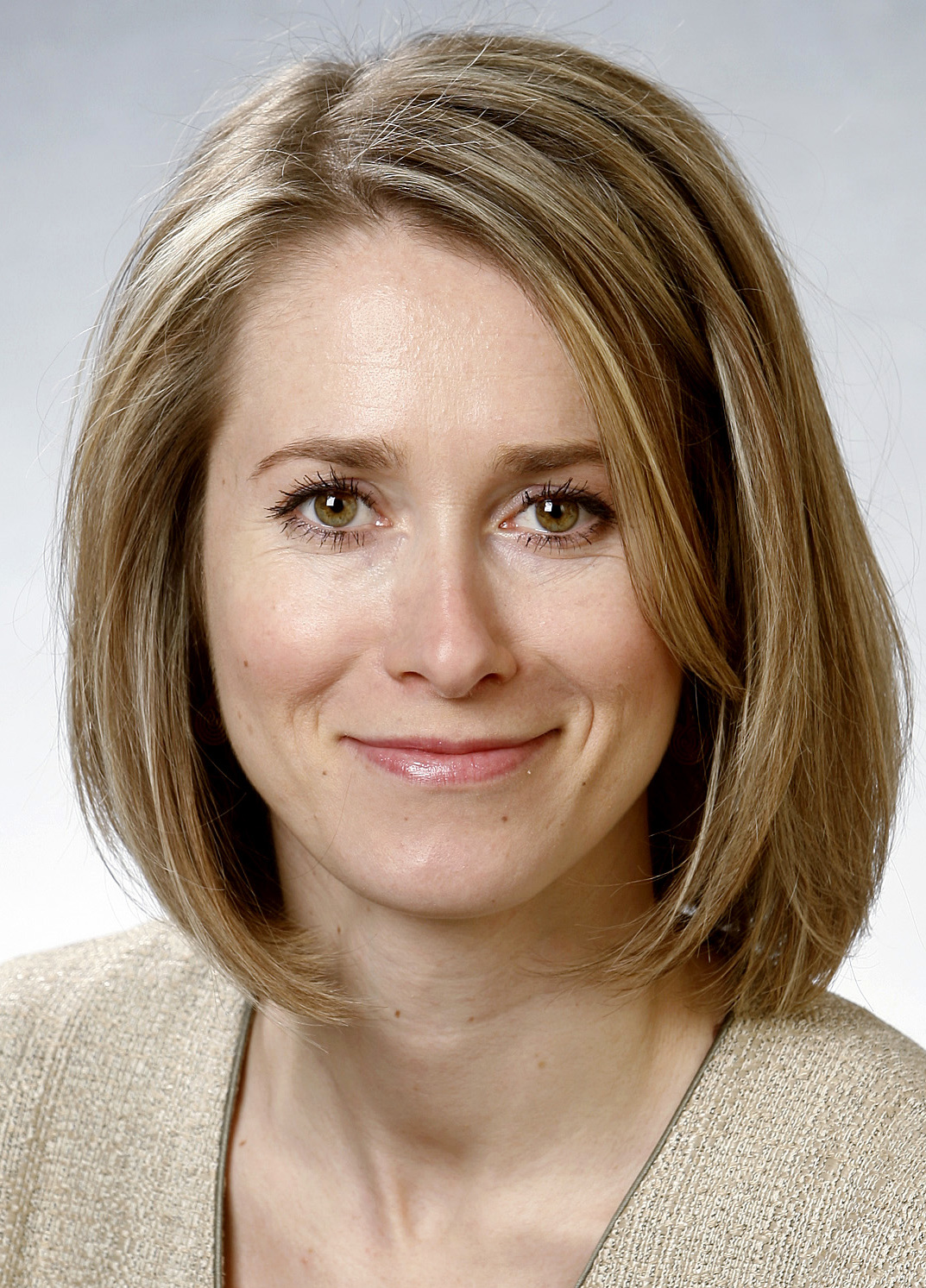
Kaja Kallas, Ministerpräsidentin von Estland

- Rom/Italien: Nach dem Bruch der Regierungskoalition reicht Ministerpräsident Giuseppe Conte seinen Rücktritt ein.[36]
- Sydney/Australien: Demonstration gegen den Australia Day.[37]
- Washington, D.C./Vereinigte Staaten: Die Vereinigten Staaten und Russland haben sich auf eine Verlängerung des Abrüstungsvertrags New START um fünf weitere Jahre geeinigt.
- Tallinn/Estland: Kaja Kallas übernimmt als erste weibliche Regierungschefin das Amt der Ministerpräsidentin.[38]

### Mittwoch, 27. Januar 2021
- Frankfurt am Main/Deutschland: Einer Mitteilung von Bundeskriminalamt und der Generalstaatsanwaltschaft Frankfurt am Main zufolge haben deutsche Ermittler die Infrastruktur der als weltweit am gefährlichsten geltenden Schadsoftware Emotet übernommen und zerschlagen.[39]
- Warschau/Polen: Nachdem Polens Regierung ihre Begründung für die Verschärfung des Abtreibungsrechts veröffentlicht hat, kommt es in den folgenden Tagen in vielen Städten zu Demonstrationen, um gegen das reformierte Abtreibungsrecht zu protestieren.[40]
- Washington, D.C./Vereinigte Staaten: US-Präsident Joe Biden ordnet den Stopp neuer Öl- und Gasbohrungen auf bundeseigenem Land an. Bestehende Verträge und Bohrungen auf privatem Land sind von diesem Dekret nicht betroffen. Außerdem verkündet er, dass 30 Prozent des bundeseigenen Landes bis 2030 unter Naturschutz gestellt werden.[41]

### Donnerstag, 28. Januar 2021
- Frankfurt am Main/Deutschland: Im Strafprozess um die Ermordung des Kasseler Regierungspräsidenten Walter Lübcke verurteilt das Oberlandesgericht Frankfurt am Main den Hauptangeklagten Stephan Ernst zu einer lebenslangen Haftstrafe. Lübcke war am 1. Juni 2019 vor seinem Wohnhaus in Istha erschossen worden. Es handelt sich um den ersten rechtsextremistischen Mord an einem deutschen Politiker seit 1945.[42]

### Freitag, 29. Januar 2021
- Lissabon/Portugal: Als viertes Land der Europäischen Union erlaubt Portugal künftig aktive Sterbehilfe, nachdem ein entsprechendes Gesetz verabschiedet worden war. Der aktiven Sterbehilfe werden dabei enge Grenzen gesetzt. Die in Portugal einflussreiche katholische Kirche sprach sich gegen das Gesetz aus.[43]

### Samstag, 30. Januar 2021
- Ahvaz/Iran: Der frühere Anführer der dschihadistischen Salafistengruppe Jaish ul-Adl wird in der Provinz Chuzestan erhängt, nachdem er der Ermordung zweier Mitglieder der islamischen Revolutionstruppen in der Provinz Sistan und Belutschistan für schuldig befunden worden war.[44]

### Sonntag, 31. Januar 2021
- London/Großbritannien: Nachdem China keine Reisepässe für britische Überseegebiete mehr anerkennt, wird ein Visaverfahren eingerichtet, mit welchem Bürger dieser Reisepässe aus Hongkong schneller einen regulären britischen Reisepass beantragen können.[45]
- Mogadischu/Somalia: Bei einem Selbstmordattentat durch einen Terroristen der al-Shabaab im Hotel Afrik in der somalischen Hauptstadt werden fünf Personen getötet, darunter ein früherer Militärgeneral.[46]